# Leskea micans
Leskea micans là một loài Rêu trong họ Leskeaceae. Loài này được (Mitt.) Hobk. mô tả khoa học đầu tiên năm 1873.